# Dembo Camilo
Dembo Camilo est un acteur français, né le 11 février 2001 à Creil, dans l'Oise,. Il est connu pour avoir tenu le rôle de Souleymane dans la série Demain nous appartient et Ici tout commence sur TF1.

## Biographie
Dembo Camilo est originaire de Nogent-sur-Oise, il est issu d'une famille de six enfants. Il a trois petits frères et deux grandes sœurs. Jeune, il veut devenir footballeur, mais à la suite d'une blessure, il change de plan de carrière,.
Après un bac scientifique, il s’apprête à rejoindre Amiens et la fac de Staps quand il passe le casting de Demain nous appartient.  En août 2019, il intègre la série. En décembre 2021, il reprend le rôle de Souleymane Myriel dans la série Ici tout commence.

## Filmographie
Sauf indication contraire, les informations mentionnées dans cette section peuvent être confirmées par les bases de données cinématographiques IMDb et Allociné,  présentes dans la section « Liens externes ».

### Télévision
Séries télévisées
- 2019 - 2021 : Demain nous appartient : Souleymane Myriel (171 épisodes)[7]
- 2021 - 2022 : La Faute à Rousseau : Gaëtan (6 épisodes)
- 2021 - 2025 : Ici tout commence : Souleymane Myriel
- 2022 : Tropiques criminels : Jamie (saison 4, épisode 8)
- 2023 : Je te promets : Mathis adolescent (3 épisodes)
- 2024 : Face à face : Virgile Konaté (2 épisodes)